# Угловой переулок (Санкт-Петербург)
Углово́й переулок — переулок в Адмиралтейском районе Санкт-Петербурга. Проходит, изгибаясь под прямым углом, от Московского проспекта до набережной Обводного канала. Образец комплексной застройки второй половины XIX века.

## История
В 70-х годах XIX века годах участок между Красноармейскими улицами (тогда — «Ротами») и Обводным каналом принадлежал землевладелице Н. И. Львовой, которая построила на нём несколько домов с целью последующей продажи. Комплексный проект застройки, состоящий из девяти зданий был разработан архитектором Г. Б. Прангом.
Первоначальное название нынешнего переулка было Софийская улица. По одним данным оно появилось в 1876 году и было дано в честь Софийского уезда (так в то время именовался Царскосельский уезд), по другим — 7 марта 1880 года. В 1964 году Софийской была названа новая улица в Купчино, а бывшая Софийская улица 16 января 1964 года стала Угловым переулком.

## Достопримечательности
- Дома № 1-11 — комплекс доходных домов Н. И. Львовой, построены в 1875—1876 гг. по проекту архитектора Г. Б. Пранга[4]. Согласно мнению архитектора Дмитрия Веретенникова, комплекс Львовой представляет собой пример дореволюционного «человейника», жилья, построенного с целью извлечь максимальную выгоду для владельца, а для жильцов — плохую освещённость, стеснённые условия, плохую санитарию, узкие дворы без зелени[5]. Дом № 7 — образец «кирпичного» стиля, широко распространённого во второй половине XIX века. Фасад здания выложен серым кирпичом и пёстро орнаментирован краснокирпичными вставками, которые образуют ярко выраженные и хорошо различимые знаки свастики.